# Łękawica (dopływ Bystrzycy)

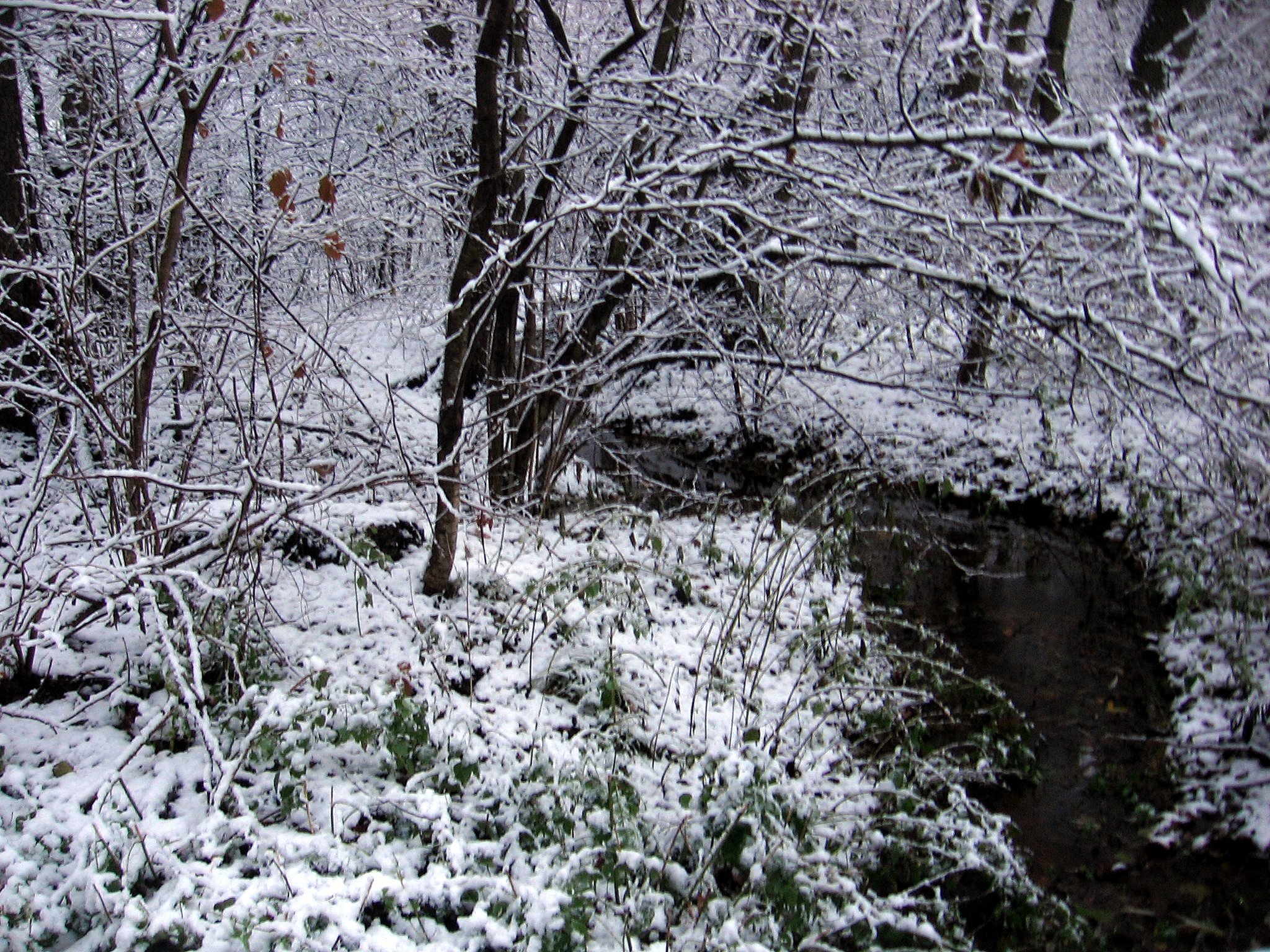
Łękawica przy ul. Chobieńskiej we Wrocławiu

Łękawica – strumień w zachodniej części miasta, lewostronny dopływ rzeki Bystrzycy, do której wpada w dolnym jej biegu, ok. 2,5 km przed jej ujściem do Odry. Wypływa z podmokłych łąk na północny zachód od zabudowań peryferyjnego wrocławskiego osiedla Mokra, omija je od północy i kieruje się przez Las Mokrzański do leżącego tuż za granicą miasta przysiółka Miłoszyn. Przed Miłoszynem przyjmuje ze swojej lewej strony dopływ, który choć dłuższy od Łękawicy, to nie ma nazwy własnej. Ostatni odcinek, przekopany niemal prostoliniowo na wschód, kieruje Łękawicę ku Praczom Odrzańskim, gdzie wpada ona do Bystrzycy. Całkowita długość strumienia wynosi ok. 6 km.